# José Jesús Perera López
José Jesús Perera López, eller bara Jesús Perera, född 12 april 1980 i Olivenza i Spanien, är en spansk fotbollsspelare som sedan 2011 spelar som anfallare för Atlético Baleares.